# 14678 Pinney
14678 Pinney eller 1999 XN33 är en asteroid i huvudbältet som upptäcktes den 6 december 1999 av LINEAR i Socorro County, New Mexico. Den är uppkallad efter Stacie Pinney.
Asteroiden har en diameter på ungefär 4 kilometer och den tillhör asteroidgruppen Nysa.